# 土井利知
土井 利知（どい としとも）は、越前国大野藩2代藩主。利房系土井家2代。

## 略歴
延宝2年（1674年）4月18日、初代藩主土井利房の長男として江戸神田橋上屋敷で生まれる。土井利勝の孫に当たる。長男であったが、生母が側室であったため、4月19日に異母弟の利良が生まれると、正室の悋気に触れることを恐れた父によって、家臣の田村藤太夫に預けられて養育された。しかし、天和3年（1683年）に父が死去すると家督を継いだ。元禄元年（1688年）、元服して利治と名乗り、従五位下、甲斐守に叙任される。
元禄8年（1695年）の本多重益改易の際の城受け取り、元禄9年（1696年）には大坂加番に任命された。しかしこれらの出費、並びに先代から続いていた藩財政の苦しさから、元禄10年（1697年）に増税を行なった。ところが百姓がこれに対し、江戸藩邸に年貢減免を求めて越訴を起こしたことから失敗に終わった。
享保7年（1722年）11月、奏者番に任じられる。しかし江戸藩邸の焼失、並びに奏者番になったことによる出費などから、さらに藩財政が悪化する。このため、享保15年（1730年）に藩札を発行して財政再建を目指したが失敗した。元文5年（1740年）12月、徳川家重の嫡男・竹千代が元服して家治と名乗ったため、「治」の字を避け利知と改名する。
寛保元年（1741年）、病を理由に奏者番を退任する。寛保3年（1743年）4月9日、長男の利寛に家督を譲って隠居し、同年閏4月に剃髪して耀山と号した。延享2年（1745年）2月8日、越前大野城三の丸で死去した。享年72。

## 系譜
父母
- 土井利房（父）
- 貞琳院 - 小林氏、側室（母）

正室
- 耀現院 - 稲葉正往の養女、稲葉正則の娘

側室
- 観性院 - 諏訪氏

子女
- 土井利寛（長男）生母は観性院（側室）
- 松平久瑞継室
- 土井利里正室